# قرار مجلس الأمن التابع للأمم المتحدة رقم 1215
قرار مجلس الأمن التابع للأمم المتحدة رقم 1215، المتخذ بالإجماع في 17 كانون الأول / ديسمبر 1998، بعد إعادة التأكيد على جميع القرارات السابقة بشأن مسألة الصحراء الغربية، ولا سيما القرار 1204 (1998)، مدد المجلس ولاية بعثة الأمم المتحدة للاستفتاء في الصحراء الغربية حتى 31 يناير 1999 للسماح بإجراء مزيد من المشاورات بين الأطراف.
وأحاط مجلس الأمن علماً بوجهة نظر الحكومة المغربية وأن جبهة البوليساريو ستنفذ الإجراءات التي اقترحها الأمين العام كوفي عنان في تقريره لتعزيز خطة التسوية. وأشار إلى أن مقترحاته لبدء عمليتي تحديد الهوية والطعون في آن واحد ستظهر استعدادهم لتسريع خطط الاستفتاء.
ودُعي الطرفان إلى التوقيع على بروتوكول إعادة اللاجئين مع مفوضية الأمم المتحدة السامية لشؤون اللاجئين والسماح للمفوضية بإجراء الأعمال التحضيرية لإعادة اللاجئين. وطُلب من المغرب إبرام اتفاق بشأن وضع القوات لتيسير نشر الوحدات العسكرية التابعة لبعثة الأمم المتحدة للاستفتاء في الصحراء الغربية.
واختتم القرار بالطلب من الأمين العام تقديم تقرير إلى المجلس بحلول 22 كانون الثاني / يناير 1999 بشأن التطورات في الصحراء الغربية.

## روابط خارجية
- نص القرار في undocs.org